# Aldi
Aldi, también estilizado como ALDI, es una cadena de supermercados de descuento de origen alemán. La primera tienda fue abierta en Essen por los hermanos Karl y Theo Albrecht en 1946, partiendo de un antiguo negocio familiar, y desde 1962 funciona bajo la marca actual (acrónimo de Albrecht-Diskont). En la actualidad opera más de 10 000 establecimientos en 18 países, lo que le convierte en el grupo líder del sector minorista de Alemania y en uno de los más importantes a nivel global. La empresa está dividida desde 1966 en dos filiales, Aldi Nord y Aldi Süd, que se reparten el mercado alemán e internacional.

## Historia

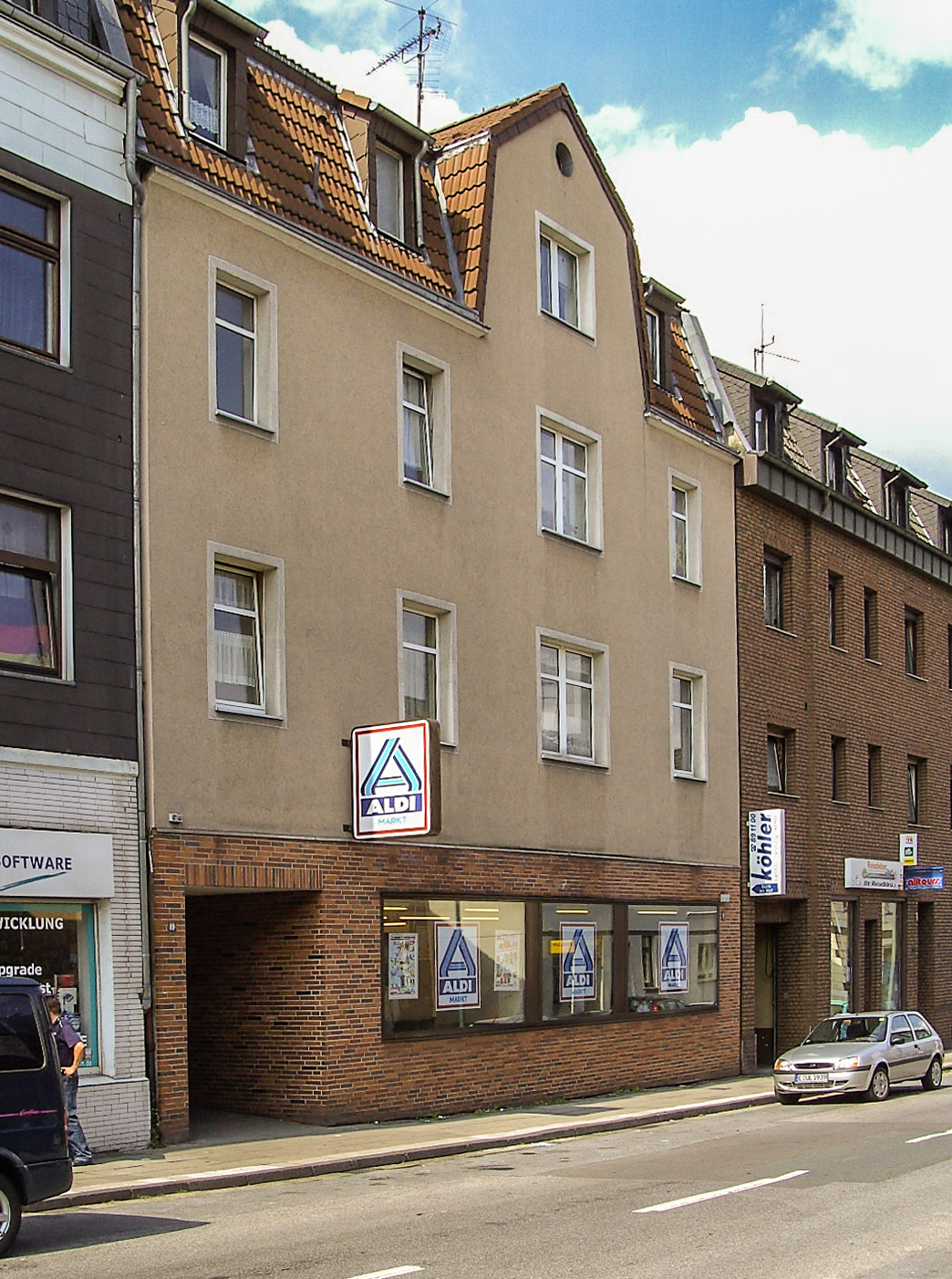
Primera tienda Aldi en Essen.

Los orígenes de la actual empresa se remontan a 1913, cuando Anna Siepmann abrió una pequeña tienda de ultramarinos en Essen, Alemania. Años más tarde sus hijos Karl (1920-2014) y Theo Albrecht (1922-2010) trabajaron con ella. Al terminar la Segunda Guerra Mundial tomaron las riendas del negocio, reconvertido en «Albrecht Lebensmittel».
Después de la guerra, los hermanos Albrecht se expandieron por toda la cuenca del Ruhr con un modelo que sentó las bases de las actuales tiendas de descuento. Mientras los negocios de alimentación de la época —en su mayoría cooperativas— fijaban precios normales y luego aplicaban descuentos a través de cupones o promociones especiales, las tiendas de Albrecht hacían rebajas directas en el precio de todos los artículos, con menor oferta de marcas y más rotación de producto. Además recortaron en gastos publicitarios, en venta de productos frescos y en costes de mantenimiento al alquilar recintos pequeños. Este modelo de precios bajos tuvo éxito: en 1950 contaban con 13 locales y una década después habían superado los 300 establecimientos en toda Alemania Federal.
En 1962 se estableció la marca «Aldi» (acrónimo de Albrecht-Diskont) y la compañía fue dividida en dos filiales que se repartieron el mercado: Theo se quedó con «Aldi Nord», con sede en Essen y operativa en el norte de Alemania, mientras que Karl mantuvo «Aldi Süd», con sede en Mülheim an der Ruhr y operativa en el sur del país. Se desconocen las razones de la separación, aunque la versión más extendida es que los hermanos Albrecht no se ponían de acuerdo sobre la venta de cigarrillos. A pesar de esa división, legalmente establecida en 1966, Aldi Nord y Aldi Süd funcionan de facto como la misma empresa y apenas existen diferencias, salvo en las ofertas que aplican.
La separación legal también se ha dado en la expansión internacional. En 1967 Aldi Süd adquirió una franquicia de tiendas en Austria, mientras que Aldi Nord esperó hasta 1973 para abrir su primer local foráneo en los Países Bajos. En España, la franquicia Aldi pertenece legalmente a Aldi Nord.
En noviembre de 1971 el fundador de ALDI en Essen, Theo Albrecht, fue secuestrado. Tras 17 días en cautiverio pagó un rescate de 7 millones de marcos alemanes y fue liberado. Hasta el momento, la mitad de ese dinero no se ha encontrado.
A partir de 1973 el grupo Aldi quedó bajo control de una fundación privada, Siepmann-Stiftung, creada por Karl Albrecht para salvaguardar los intereses familiares. Gracias a la reunificación alemana, Aldi se convirtió en la empresa líder de venta minorista en Alemania con más de 4.000 locales, la mayoría de Aldi Nord. De igual modo, los hermanos Karl y Theo se jubilaron en 1993 como las mayores fortunas del país.

## Política comercial

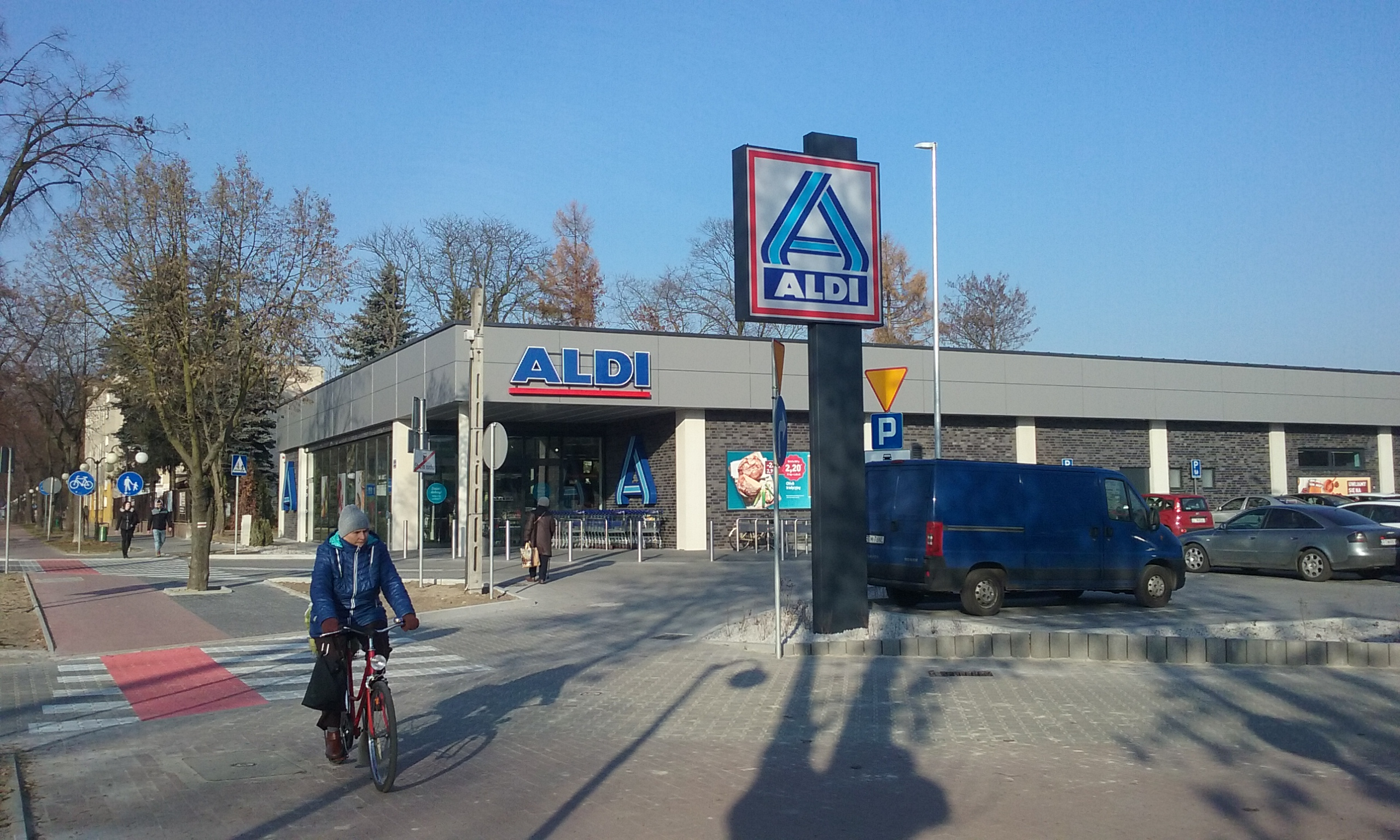
ALDI en Tomaszów Mazowiecki, en Polonia

Aldi es un supermercado de descuento que vende productos de alimentación, droguería, perfumería y complementos. La mayoría de los artículos son de marca blanca y muchas veces solo se pueden adquirir esas referencias, a un precio más reducido que en un supermercado tradicional y con mayor rotación del producto. Además existen ofertas de duración limitada, generalmente tres días, en otros segmentos como electrodomésticos, herramientas, ropa y ocio.  Uno de sus principios reside en tener un surtido limitado de 900 productos básicos de calidad a un precio lo más bajo posible. La empresa fue la primera en Alemania que introdujo la rebaja directa en el precio de todos los artículos.
Al igual que sucede en otros establecimientos hard discount como Lidl o Día, se reduce el gasto en decoración y mantenimiento. Los artículos perecederos suelen venderse envasados y sin líneas de personal para carnicería o pescadería, como sucede en un hipermercado tradicional. Del mismo modo, los empleados desempeñan diversas funciones para rebajar los costes de personal.
La política publicitaria de Aldi varía según el país y la reputación que tengan las marcas blancas. En Alemania ninguna de las dos filiales hace campañas publicitarias, más allá de anunciar ofertas en prensa o a través de catálogos propios, y tampoco cuenta con un departamento de relaciones públicas. Sin embargo, en otros países como España, Reino Unido y Estados Unidos sí es frecuente que Aldi se anuncie por televisión. En Australia hace incluso publicidad comparativa con el eslogan Like brands, only cheaper (en español, «Similares a los productos de marca, solo que más baratos»).

## Establecimientos

Mapa con la división administrativa de Aldi en Alemania.

Aldi Nord
Aldi Süd

Aldi Nord
Aldi Süd

Aunque todos los establecimientos de Alemania tienen la marca Aldi, la compañía está dividida administrativamente en dos filiales que se reparten el mercado. «Aldi Nord» gestiona 35 divisiones regionales con más de 2500 establecimientos en el norte, mientras que «Aldi Süd» dirige 31 divisiones con 1700 tiendas en el sur. La frontera que delimita ambas zonas es conocida como Aldi-Äquator (en español, «ecuador Aldi»). Cada filial tiene sus propios directores regionales que reportan a las sedes de Essen (Aldi Nord) y Mülheim (Aldi Sud), ciudades entre las que apenas hay 11 kilómetros de distancia por carretera.
Todo el territorio de la antigua República Democrática Alemana pertenece a Aldi Nord, excepto una tienda en Sonneberg (Turingia) que es administrada por la división de Aldi Süd en Baviera.
Del mismo modo, la expansión internacional sigue el mismo patrón. Aldi Nord se ha quedado con la mayoría de mercados en Europa Occidental y Polonia, mientras que Aldi Sud tiene los países de habla alemana (Austria y Suiza), Europa del Este, Reino Unido y Australia. En total se estima que hay 8000 tiendas del grupo Aldi fuera de Alemania.
En Estados Unidos, las dos filiales comparten mercado con marcas distintas. Aldi Süd opera allí desde 1976 y dispone de más de 1000 tiendas con su nombre, en su mayoría repartidas por la Costa Este. En cambio, Aldi Nord incursionó en 1979 a través de la compra de Trader Joe's, implantada a nivel nacional, y ha mantenido la marca original.
En España, Aldi inició su presencia en el año 2002. Tiene su sede para España en Sant Cugat del vallès (Barcelona). En 2024, Aldi tiene más de 440 tiendas en España y 7 plataformas logística en Masquefa (Barcelona), Pinto (Madrid), San Isidro (Alicante), Dos Hermanas (Sevilla) Sagunto (Valencia), Miranda (Castilla y León) y Canarias 
| Países con Aldi Nord - Alemania (matriz) - Bélgica - España - Estados Unidos (Trader Joe's) - Francia - Luxemburgo - Países Bajos - Polonia - Portugal |  | Países con Aldi Süd - Alemania (matriz) - Australia - Austria (Hofer) - Eslovenia - Estados Unidos - Hungría - Irlanda - Italia - Suiza - Reino Unido |

## Controversia
En 2013, los supermercados Aldi de Reino Unido se vieron envueltos en el fraude de la carne de caballo que afectó a numerosas multinacionales en Europa. En concreto, el grupo reconoció el 8 de febrero que algunos paquetes de lasaña congelada y de espaguetis a la boloñesa suministrados por la procesadora francesa Comigel contenían entre un 30% y un 100% de carne de caballo en vez de la carne de ternera anunciada, por lo que cancelaron su relación comercial.
Por otra parte, en España algunas organizaciones agrarias como ASAJA y Unió de Pagesos han protestado ante Aldi y Lidl por el precio que pagan a los productores por la fruta en origen, el cual consideran insuficiente.

## Prácticas comerciales
El 9 de agosto de 2018, Aldi (Nord) anunció planes para ampliar su selección de productos ofreciendo más comidas orgánicas, frescas y fáciles de preparar. Aldi también pretende expandirse a unas 2.500 tiendas en Estados Unidos para 2022. El 18 de septiembre de 2018, Aldi anunció su intención de ofrecer entrega de comestibles en Estados Unidos.  Aldi comenzó a probar la entrega de comestibles en 2017 en ciudades selectas como Atlanta, Georgia, y Chicago, Illinois.
.
El 4 de marzo de 2020, Aldi anunció que todos sus proveedores deben utilizar envases reciclables, reutilizables o compostables para 2025.

### Disposición de la tienda

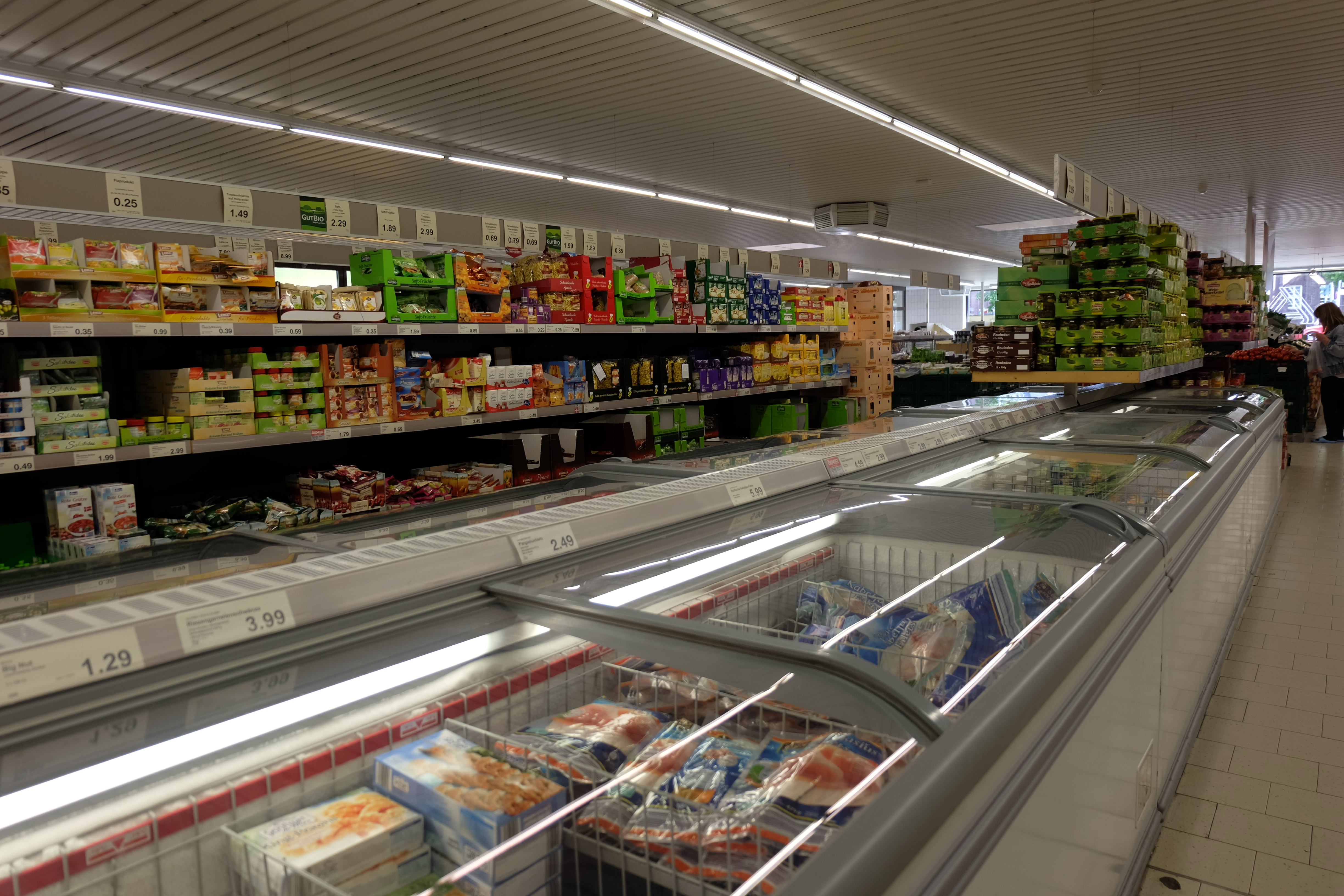
Interior de Aldi Nord

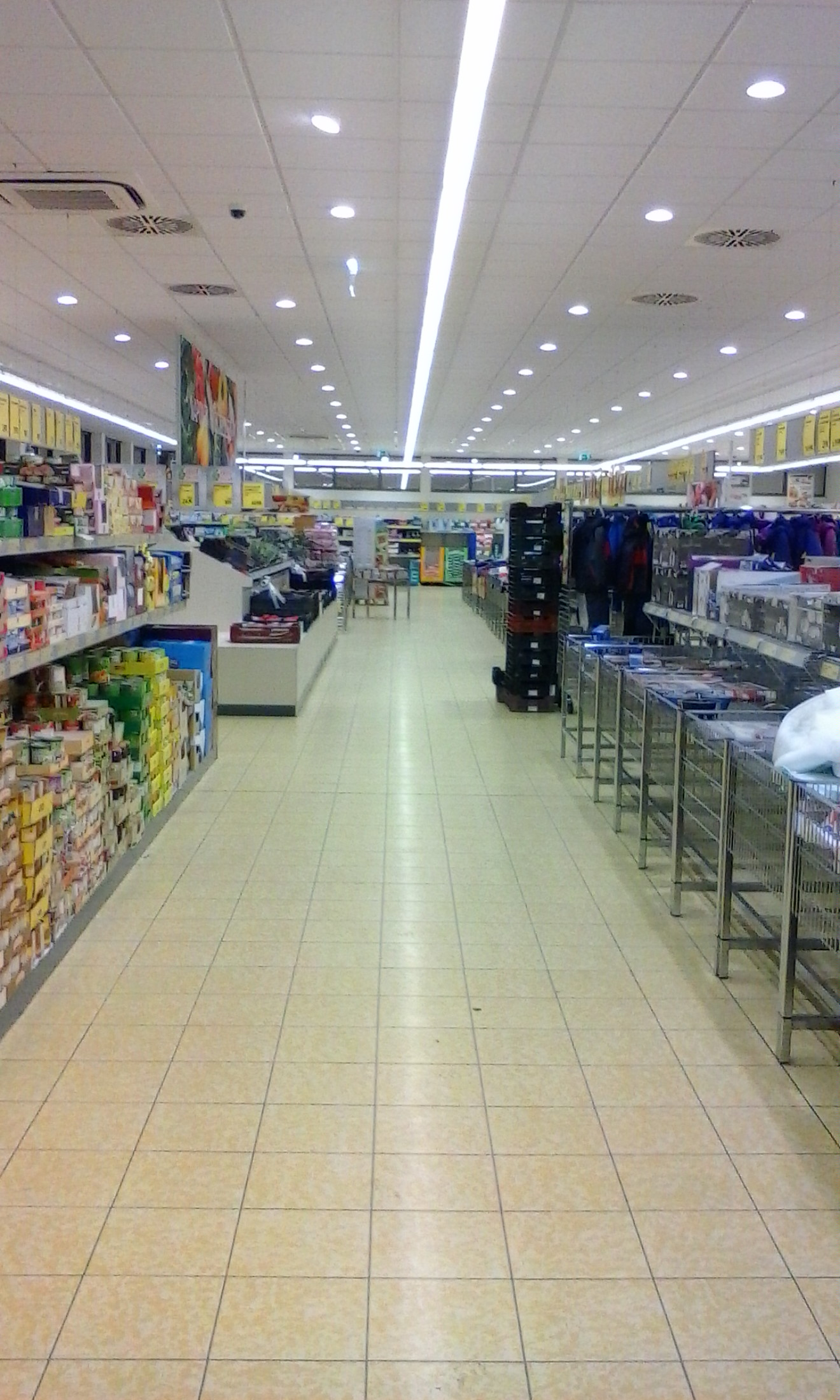
Interior de una tienda Aldi Süd en Hungría

Las tiendas Aldi destacan por ser ejemplos de las denominadas tiendas sin florituras que suelen exponer una gran variedad de artículos a precios rebajados, especializándose en artículos de primera necesidad, como alimentos, bebidas, papel higiénico, artículos sanitarios y otros artículos domésticos económicos. Muchos de sus productos son de marcas propias, y el número de otras marcas suele limitarse a un máximo de dos para un mismo artículo.
Aldi vende principalmente productos de producción exclusiva, marca a medida (a menudo muy similares a los de grandes marcas y producidos por ellas) con marcas como Grandessa, Happy Farms, Millville, Simply Nature y Fit & Active.
Los productos de marca que comercializa incluyen HARIBO en Alemania, Knoppers en Bélgica, Francia y Estados Unidos, Marmite y Branston Pickle en Gran Bretaña; y Vegemite y Milo en Australia. A diferencia de la mayoría de las tiendas, Aldi no acepta cupones de fabricantes, aunque algunas tiendas estadounidenses experimentaron con éxito con cupones de tienda (por ejemplo, 10 dólares de descuento en una compra de 25 dólares).
Además de su surtido estándar, Aldi tiene ofertas especiales semanales, algunas de ellas en productos más caros como electrónica, herramientas, electrodomésticos u ordenadores. Los artículos rebajados pueden incluir ropa, juguetes, flores y regalos. Las ofertas especiales tienen límites en las cantidades y son para una semana. Las primeras ofertas de ordenadores de Aldi en Alemania, como un Commodore 64 en 1987, hicieron que esos productos se agotaran en pocas horas.
Aldi es el mayor minorista de vino de Alemania. En la actualidad, muchas tiendas australianas venden bebidas alcohólicas. Algunas tiendas estadounidenses también venden bebidas alcohólicas, principalmente cerveza y vino, cuando lo permiten las leyes locales y estatales.

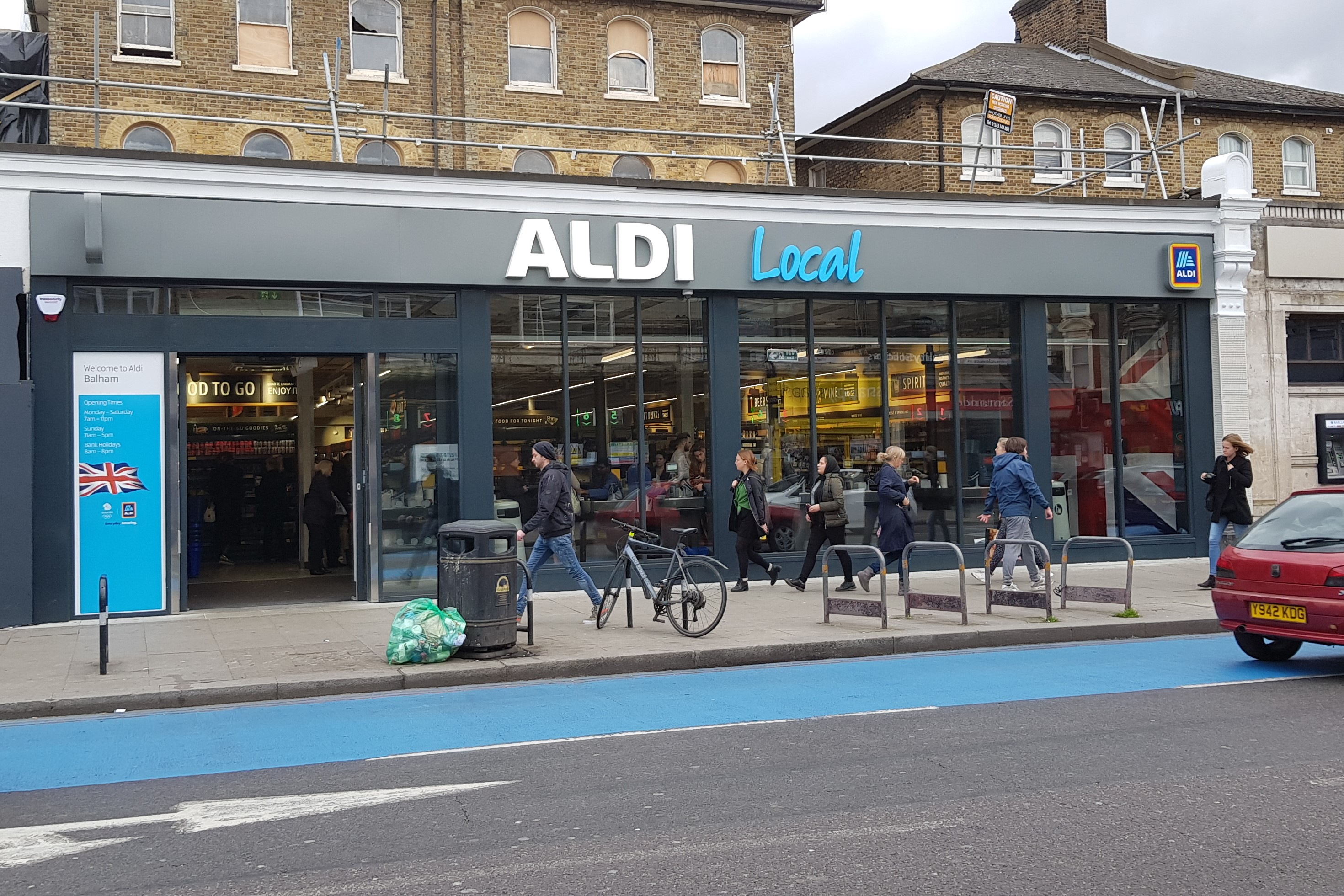
El exterior de un Aldi Local, en Balham, Londres

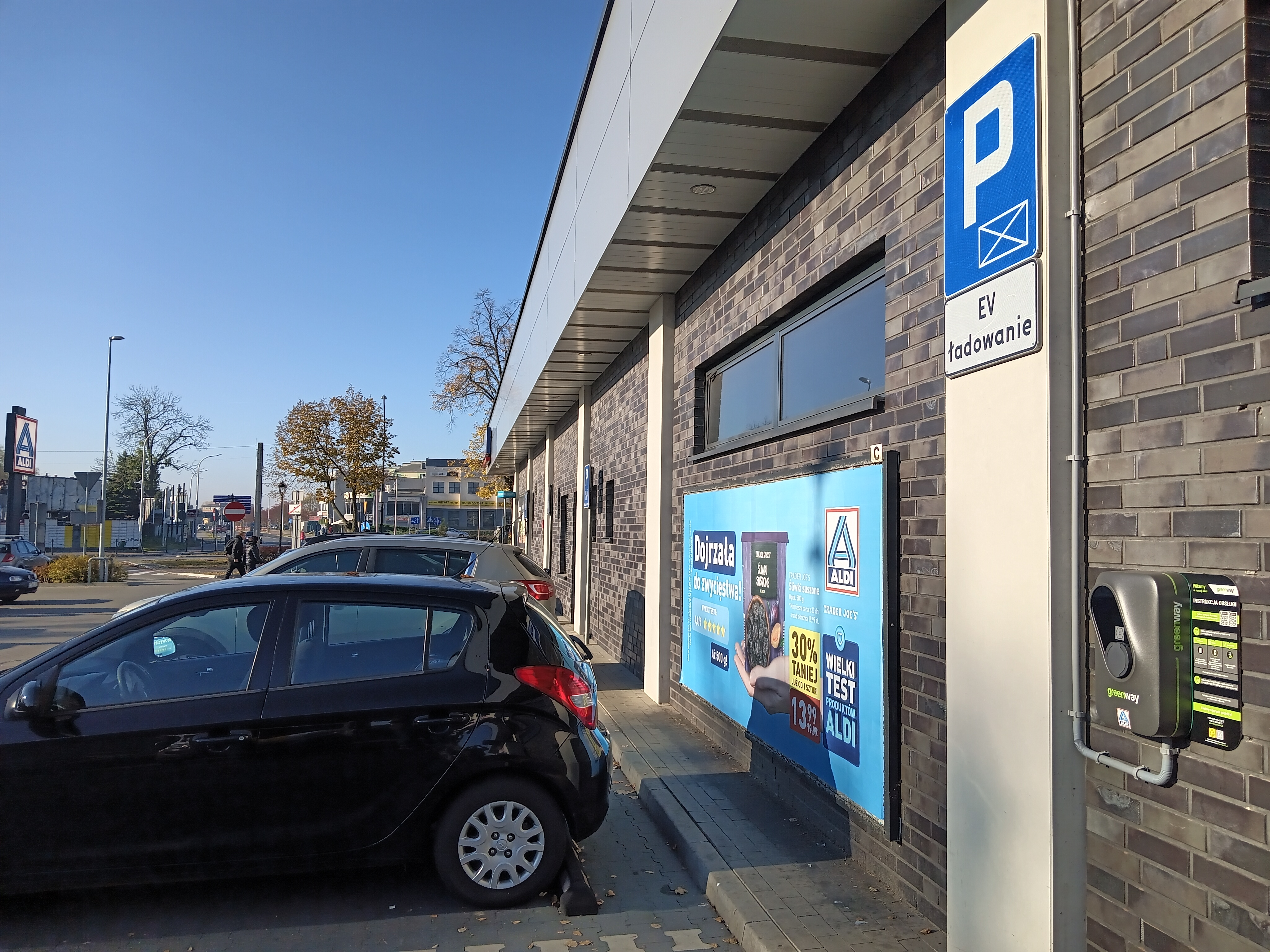
Estación de carga de vehículos eléctricos en la pared de Aldi Nord, Polonia

En marzo de 2019, Aldi Süd lanzó tiendas de formato más pequeño en el Reino Unido llamadas Aldi Local', con la primera tienda en Balham, al sur de Londres. La tienda tiene ligeramente menos productos que un Aldi normal, una preferencia por los productos frescos, dos tamaños de cestas en lugar de carritos, y carece del notable "pasillo central" de ofertas semanales. 
En España las tiendas Aldi son conocidas por la selección de oldies utilizada como hilo musical, frecuentemente mencionada en redes sociales por los clientes habituales. En el resto del mundo las tiendas Aldi generalmente no ponen música, aunque algunas tiendas en Escocia ponen música navideña durante diciembre. Algunas tienen un sistema de megafonía para anuncios (no comerciales), pero la mayoría carece de cualquier sistema de audio. En los Países Bajos y Bélgica, Aldi también vende marcas A.
En 2021, Aldi Reino Unido abrió su primera tienda sin caja en Greenwich.